# Silene dumanii
Silene dumanii är en nejlikväxtart som beskrevs av Kandemir, G.E.Genç och I.Genç. Silene dumanii ingår i släktet glimmar, och familjen nejlikväxter. Inga underarter finns listade i Catalogue of Life.